# Magnar Freimuth
Pour les articles homonymes, voir Freimuth.
Magnar Freimuth, né le 20 mars 1973 à Tartu, est un coureur du combiné nordique estonien, actif dans les années 1990. Dans les années 2000, il se lance dans un autre sport : le snowboard.

## Biographie
Il a terminé quatrième du relais 3 x 10 km par équipe aux Jeux olympiques d’hiver de 1994 à Lillehammer. Cette année, il marque ses seuls points en Coupe du monde à Trondheim (14e).
Le meilleur classement individuel de Freimuth a été une quatorzième place lors d'une épreuve sur 15 km en Norvège en 1994 (Coupe du monde B). 
Il prend part aussi aux Jeux olympiques d'hiver de 1998.
Entre 2006 et 2012, il est actif dans des compétitions internationales de snowboard cross, devenant champion d'Estonie en 2006 et participant aux Championnats du monde en 2007, 2009 et 2011, avec comme meilleur résultat 44e en 2009.

## Palmarès

### Jeux olympiques d'hiver
| Épreuve / Édition | Épreuve / Édition | Lillehammer 1994 | Nagano 1998 |
| Par équipes       | Par équipes       | 4e               | 11e         |
| Gundersen         | Gundersen         | 24e              | 33e         |

### Championnats du monde
| Épreuve / Édition | Épreuve / Édition | Trondheim 1997 |
| ----------------- | ----------------- | -------------- |
| Gundersen         | Gundersen         | 48e            |
| Par équipes       | Par équipes       | 11e            |

### Coupe du monde
- Meilleur classement général : 52e en 1994.
- Meilleur résultat individuel : 14e.

#### Différents classements en Coupe du monde
| Année     | Classement général final |
| 1993-1994 | 52e                      |